# Террі Бутчер
Террі Бутчер (англ. Terry Butcher, нар. 28 грудня 1958, Сінгапур) — англійський футболіст, захисник. По завершенні ігрової кар'єри — футбольний тренер.
Як гравець насамперед відомий виступами за клуби «Іпсвіч Таун» та «Рейнджерс», а також національну збірну Англії.

## Клубна кар'єра
У дорослому футболі дебютував 1976 року виступами за «Іпсвіч Таун», в якому провів десять сезонів, взявши участь у 271 матчі чемпіонату. Більшість часу, проведеного у складі «Іпсвіч Тауна», був основним гравцем захисту команди. За цей час виборов титул володаря Кубка Англії та став володарем Кубка УЄФА.
Своєю грою за «трактористів» привернув увагу представників тренерського штабу клубу «Рейнджерс», до складу якого приєднався в липні 1986 року. Відіграв за команду з Глазго наступні чотири сезони своєї ігрової кар'єри. Граючи у складі «Рейнджерс» також здебільшого виходив на поле в основному складі команди.
Згодом, з 1990 по 1993 рік, грав у складі «Ковентрі Сіті» та «Сандерленда».
Завершив професійну ігрову кар'єру у шотландському клубі «Клайдбанк», за який виступав 1993 року.

## Виступи за збірну
31 травня 1980 року дебютував в офіційних матчах у складі національної збірної Англії. Протягом кар'єри у національній команді, яка тривала 11 років, провів у формі головної команди країни 77 матчів, забивши 3 голи.
У складі збірної був учасником чемпіонату світу 1982 року в Іспанії, чемпіонату світу 1986 року у Мексиці та чемпіонату світу 1990 року в Італії.

## Кар'єра тренера
Розпочав тренерську кар'єру 1990 року, ставши граючим тренером клубу «Ковентрі Сіті».
Надалі очолював «Сандерленд», «Мотервелл», «Сідней» та «Брентфорд», а також входив до тренерських штабів «Партік Тісл» та збірної Шотландії.
З 27 січня 2009 року очолив тренерський штаб команди «Інвернесс Каледоніан Тісл». На момент його приходу команда боролося за збереження місця у шотландський Прем'єр-лізі, і за чотири місяці, що лишалися до завершення сезону, новому тренеру не вдалося покращити результати команди настільки, аби це завдання виконати. Утім перебуванна «Інванесса» у другому за силою штландському дивізіоні було нетривалим, Бутчеру вдалося повернути команду до найвищої шотландської лигі з першої спроби — вже за результатами сезону 2009/10. Наступний сезон був для команди також вдалим — підопічні Бутчера закріпилися у середині турнірної таблиці і до самого завершення першого раунду змагання боролися за місце у верхній шістці команд, яке б давало їм право у другому раунді змагатися за місця у єврокубках. Утім «Інвернесс» фінішував лише на сьомому місці.
На сезон 2011/12 прийшовся спад у результатах команди Бутчера, хоча вона й уникла ризику пониження у класі з достатнім запасом, але завершила сезон на третьому з кінця місці підсумкової турнірної таблиці. А ось вже сезон 2012/13 склався для «Інвернесса» надзвичайно вдало — новий 2013 рік команда зустріла на другому місці турнірної таблиці першості, а перший раунд змагання завершила на третій позиції. Після того, як команди розділилися на шістки, «Інвернесс», який відповідно змагався серед найсильніших команд Шотландії, виступив дещо слабше, утім сезон завершив на дуже високому як для себе четвертому місці. Успіх команди приніс визнання її головному тренеру, якого неодноразово по ходу сезону визнавали найкращим тренером місяця і номінували на звання найкращого тренера року у Шотландії.
Невдовзі після початку наступного сезону, у листопаді 2013, було оголошено про перехід Бутчера до единбурзького «Гіберніана», з яким тренер уклав трирічний контракт. Проте пропрацювати з «Гібс» йому довелося лише до кінця сезону, за результатами якого команда уперше з 1998 року залишила найвищий шотландський дивізіон. Такий результат не влашутвав ані вболівальників, ані керівництво клубу, і влітку 2014 року тренера було звільнено.
Після невдалих спроб працевлаштуватися у Шотландії 30 квітня 2015 року Бутчер прийняв пропозицію валлійського клубу «Ньюпорт Каунті», який виступав у Другій футбольній лізі, третьому за силою англійському дивізіоні. У цій команді пропрацював до жовтня того ж року, коли його було звільнено через незадовільні результати — команда перебувала на останньому місці турнірної таблиці, здобувши за десять ігор лише п'ять очок.

## Титули і досягнення
- Володар Кубка Англії (1):

«Іпсвіч Таун»: 1977-78
- Чемпіон Шотландії (3):

«Рейнджерс»: 1986-87, 1988-89, 1989-90
- Володар Кубка шотландської ліги (3):

«Рейнджерс»: 1986-87, 1987-88, 1988-89
- Володар Кубка УЄФА (1):

«Іпсвіч Таун»: 1980-81